# Phygelius capensis
Espèce
Classification phylogénétique
Le Fuchsia du Cap, ou Phygelius capensis, est une espèce de plantes appartenant à la famille des Scrofulariacées. Cette espèce ressemble beaucoup par son feuillage et son abondante floraison en clochettes aux Fuchsias, avec lesquels il ne faut pas la confondre et qui font, eux, partie dans la sous-classe des Rosidae. Originaire d'Afrique du Sud, cette plante fleurie buissonnante est cultivée un peu partout comme plante ornementale.

## Description

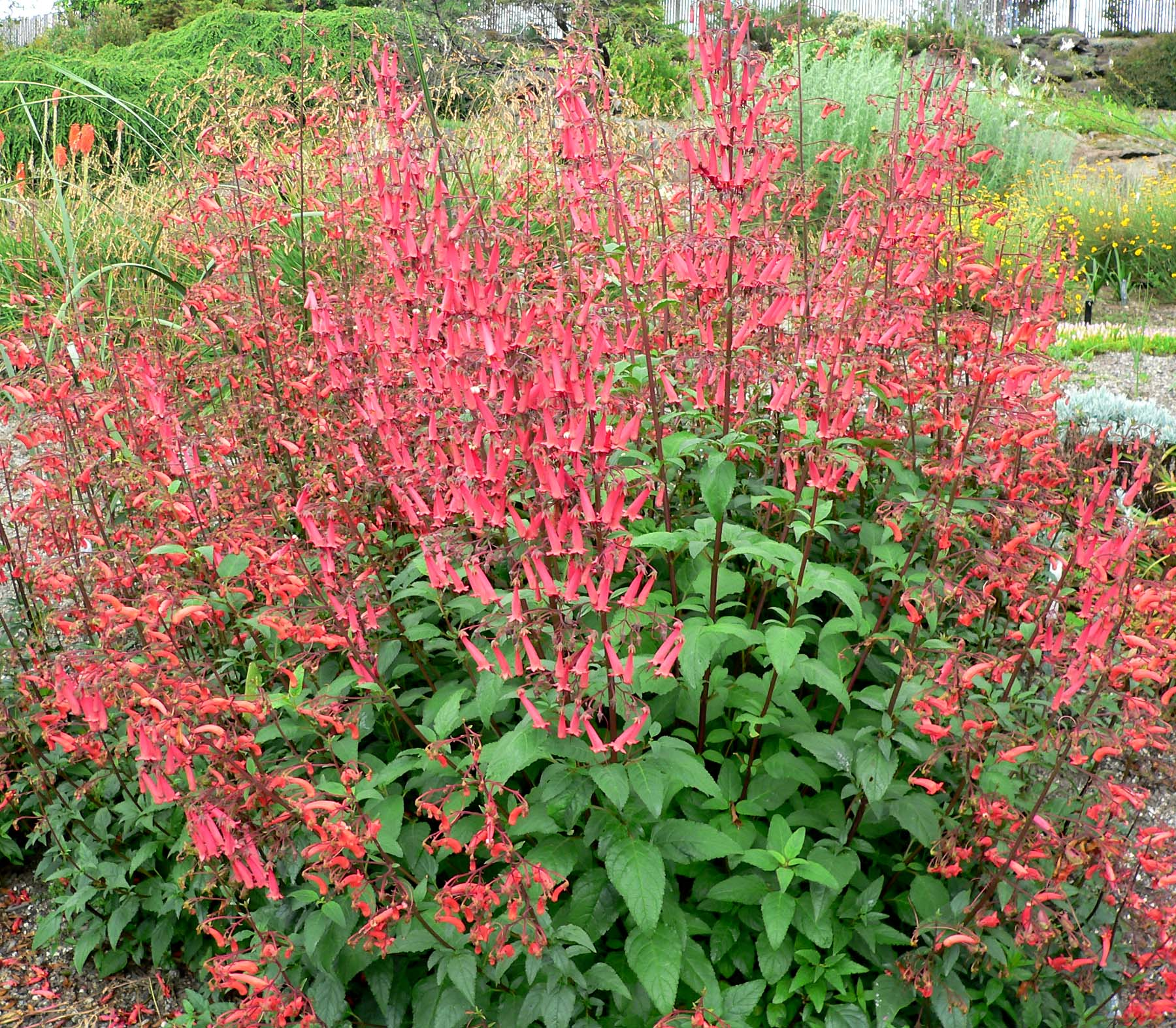
Vue globale d'un pied de Fuchsia du Cap (Phygelius capensis)

La plante forme un buisson qui peut atteindre 2 mètres de haut. Le feuillage est caduc dans les régions où l'hiver est froid mais elle résiste à des températures allant jusqu'à -15° à condition d'être à l'abri de vents froids. La floraison abondante est constituée de fleurs rouge-rosé, en forme de trompettes retombantes, groupées en épis à l’extrémité des branches nues qui surmontent le feuillage vert vif. En Europe la plante fleurit de mai à novembre.
Bien que la nature du sol lui soit indifférente, cette plante prospère mieux en terre légère et humifère bien drainée, de préférence au soleil ou à mi-ombre. Elle se multiplie facilement par bouturage ou bien par semis.
Il existe une espèce très proche, à floraison jaune pâle, Phygelius aequalis.

### GenrePhygelius
- (en) NCBI : Phygelius (taxons inclus)
- (en) GRIN : genre Phygelius E. Mey. ex Benth. (+liste d'espèces contenant des synonymes)
- (fr + en) ITIS : Phygelius E. Mey. ex Benth.

### EspècePhygelius capensis
- (en) NCBI : Phygelius capensis (taxons inclus)
- (en) GRIN : espèce Phygelius capensis E. Mey. ex Benth.
- (fr + en) ITIS : Phygelius capensis E. Mey. ex Benth.